# McDonnell Douglas MD-11
De McDonnell Douglas MD-11 (ook bekend als Boeing MD-11 en door haar fans liefkozend elfje genoemd) is een driemotorig straalpassagiersvliegtuig voor de lange afstand, met een maximaal opstijggewicht van ruim 280 ton. Het vliegtuig werd geproduceerd door de Amerikaanse vliegtuigfabrikant McDonnell Douglas, die later fuseerde met Boeing.
De MD-11 was de opvolger van de DC-10. Het toestel maakte op 10 januari 1990 zijn eerste proefvlucht en in december 1990 kon Finnair het eerste exemplaar in ontvangst nemen. Na de fusie van McDonnell Douglas met Boeing viel het besluit de productie van dit vliegtuigtype per maart 2001 te staken. De laatste MD-11 bedoeld voor passagiersvluchten rolde in 1998 uit de fabriek. Twee jaar later werd ook de productie van vrachttoestellen afgesloten. In totaal zijn tweehonderd MD-11's gebouwd.

## Geschiedenis
Hoewel de plannen voor de MD-11 in 1986 werden gepresenteerd, begon McDonnell Douglas al in 1976 te kijken naar mogelijkheden voor een opvolger van de DC-10. Twee versies werden overwogen: de DC-10-10, die 12 meter langer dan de DC-10 zou worden, en de DC-10-30, die 9,1 meter langer zou worden. De keuze viel op de DC-10-30. Dit toestel bood ruimte aan 340 passagiers in een multi-classconfiguratie van 277 passagiers inclusief bagage met een totale reikwijdte van 9.800 kilometer.
Tegelijkertijd was McDonnell Douglas op zoek naar de mogelijkheid om de luchtweerstand te verlagen. De DC-10 Global werd overwogen, gericht om het risico op het mislopen van orders voor de DC-10-30 op te vangen vanwege het succes van de door (toen nog concurrent) Boeing geïntroduceerde Boeing 747SP. Het toestel zou moeten worden voorzien van grotere of meerdere brandstoftanks.
Terwijl het onderzoek naar een nieuw vliegtuig vorderde, kwam McDonnell Douglas met het programma voor een DC-10 Super 60, eerder bekend als DC-10 Super 50. De Super 60 was een internationaal in te zetten toestel, met aerodynamische verbeteringen aan de vleugels en een met 8,13 meter verlengde romp. Het toestel kon tot 350 passagiers vervoeren in de mixed-classopstelling (tegen 275 in een DC-10 in dezelfde configuratie).
De DC-10 Super 60 werd in 1979 in drie uitvoeringen voorgesteld:
- De DC-10-61 werd zo ontworpen dat hij een groot aantal passagiers kon vervoeren over een gemiddelde afstand. De romp was twaalf meter langer dan die van de DC-10. Het vliegtuig kon 390 passagiers in mixed-class of 550 passagiers in full-economylay-out vervoeren, een ontwerp dat gelijk was aan de latere Boeing 777-300 en de Airbus A340-600.
- De DC-10-62 was bedoeld voor de langere afstand. Het toestel werd voorzien van een eenvoudigere romp, 8,10 meter langer dan de DC-10, grotere vleugels en een hogere brandstofcapaciteit. In mixed-class kon deze uitvoering 350 passagiers vervoeren, in full-economy 440, gelijk aan de latere Boeing 777-200, Airbus A330-300, Airbus A340-300 en Airbus A340-500.
- De DC-10-63 had dezelfde lengte als de DC-10-61, maar de grotere vleugels van de DC-10-62.

Door drie grote incidenten in de jaren zeventig (Turkish Airlines-vlucht 981, American Airlines-vlucht 191 en Air New Zealand-vlucht 901) liep het imago van de DC-10 een flinke deuk op. De constructie van het vliegtuig, meer bepaald het ontwerp van de laaddeuren van de vrachtruimte, was de grote boosdoener. Om deze reden, samen met een dip in de luchtvaart, werden alle ontwikkelingen rondom de DC-10 Super 60 gestaakt.
In 1981 werd een DC-10-10 van Continental Airlines (N68048) geleased voor meer onderzoek, voornamelijk om te kijken welke effecten de nieuw ontworpen winglets zouden hebben op de prestaties van het vliegtuig. Verschillende versies van de winglets werden in samenwerking met NASA getest. McDonnell Douglas was opnieuw van plan nieuwe versies van het toestel te ontwerpen die zouden zijn voorzien van winglets en efficiëntere motoren, geleverd door Pratt & Whitney (PW2037) en Rolls-Royce (RB.211-535F4).
McDonnell Douglas vatte alle studies samen onder de nieuwe projectnaam MD-EEE (Ecology-Economy-Efficiency), later, met nog enkele wijzigingen, MD-100. De MD-100 werd voorgesteld in twee verschillende uitvoeringen:
- De MD-10, 1,98 meter korter dan de DC-10, met plaats voor 270 passagiers in mixed-class-configuratie.
- De MD-20, 6,25 meter langer dan de DC-10 en in staat om 333 passagiers te vervoeren in dezelfde configuratie als de MD-10.

Beide versies zouden kunnen worden voorzien van dezelfde motoren als waarmee de MD-11 uiteindelijk is uitgerust, of Rolls-Royce RB.211.600 motoren.

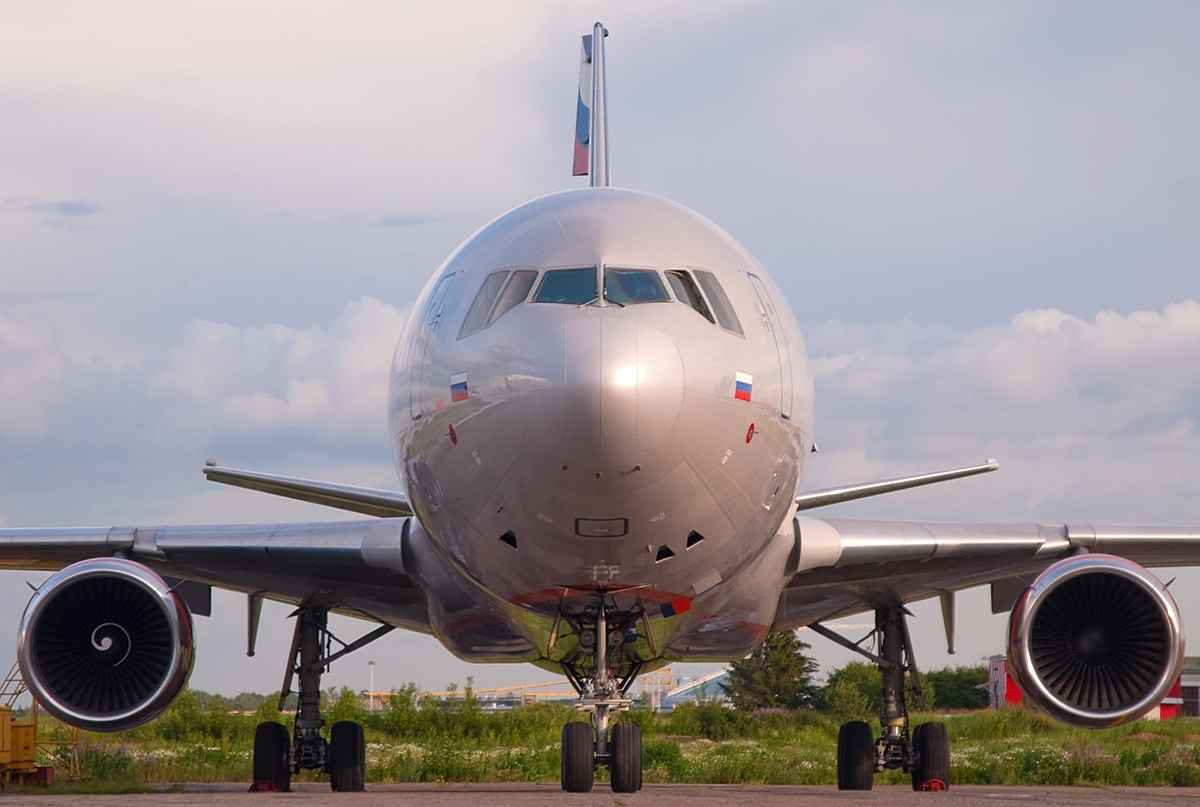
Een MD-11F van Aeroflot

Vanwege een verslechterde luchtvaartsector in het algemeen en de situatie bij McDonnell Douglas in het bijzonder bleef het succes echter uit. Er werden geen nieuwe orders geplaatst en er werden vraagtekens gezet bij het voortbestaan van McDonnell Douglas. In november 1983 werd besloten het project opnieuw te staken. Ook het jaar erop werden er geen orders geplaatst. De productie draaide op eerder geplaatste orders.
McDonnell Douglas hield vast aan de gedachte dat een opvolger nodig was, gezien de tweedehandsmarkt van de DC-10-30 en de zwaardere DC-10-30ER. Hierop werd in 1984 besloten de plannen nog eenmaal nieuw leven in te blazen, onder de naam MD-11. Vanaf het begin af aan werd de MD-11X ontworpen in twee verschillende uitvoeringen:
- De MD-11X-10, gebaseerd op het frame van de DC-10-30, met een vliegbereik van 12.000 km, een maximaal startgewicht van 260.000 kg en motoren van General Electric of Pratt & Whitney.
- De MD-11X-20 met een langere romp, ruimte voor 331 passagiers in mixed-classlay-out en een vliegbereik van 11.000 km.

Terwijl er dankzij het nieuwe project orders binnen kwamen, gebruikte McDonnell Douglas de tijd tot aan het geplande einde van de productie van de DC-10 om in gesprek te gaan met potentiële kopers en het ontwerp van de MD-11 verder uit te werken.
In juli 1985 viel het besluit de MD-11 aan te bieden aan potentiële kopers. Op dat moment werd het toestel nog steeds aangeboden in twee verschillende uitvoeringen, beide met eenzelfde romplengte (6,78 m langer dan de DC-10) en met hetzelfde motorenaanbod als de eerder voorgestelde MD-11X. Een van de versies zou een vliegbereik krijgen van 8.850 km met een maximaal startgewicht van 230.000 kg en ruimte voor 337 passagiers, terwijl de tweede uitvoering 331 passagiers over een afstand van maximaal 12.800 km moest kunnen vervoeren.
Dankzij de vele orders voor de MD-11 zag de situatie voor McDonnel Douglas er een jaar later geheel anders uit. De MD-11 bood inmiddels plaats aan 320 passagiers, was 5,66 meter langer dan de DC-10-30 en werd aangedreven door de geavanceerde turbofans ontwikkeld door General Electric en Pratt & Whitney, waardoor het vliegbereik 12.600 km was. Andere uitvoeringen, zoals de kortere MD-11-ER met een vliegbereik van 13.900 km, een full-cargo-uitvoering goed voor 91.160 kg aan vracht en een combi met ruimte voor tien vrachtpallets op het hoofddek, werden eveneens voorgesteld. Er werd ook voorzien in verdere groei met de MD-11 Advanced.

## Ontwerp en productie

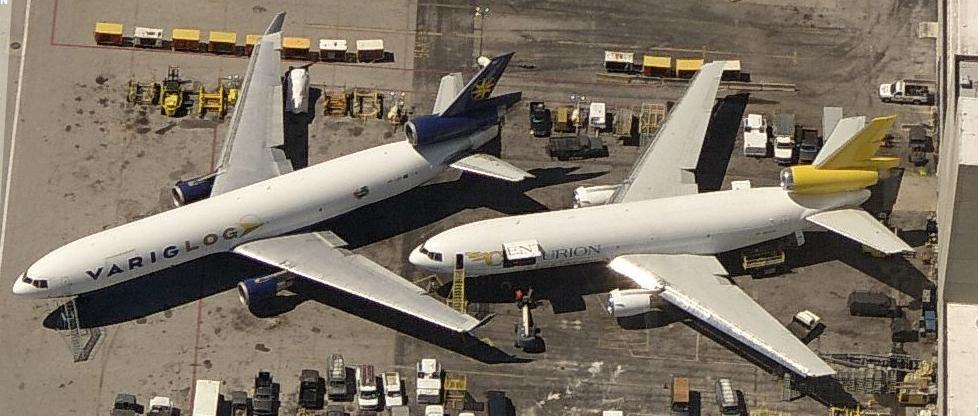
Een MD-11F (links) en een DC-10F naast elkaar

Op 30 december 1986 werd de MD-11 gelanceerd. Op dat moment had McDonnell Douglas 52 orders ontvangen en daarnaast werden er 40 opties geplaatst voor drie verschillende uitvoeringen: de passagiersuitvoering, de combi en de vrachtuitvoering. De orders werden geplaatst door Alitalia, British Caledonian, DragonAir, FedEx Express, Finnair, Korean Air, SAS, Swissair, Thai Airways en Varig en door de twee leasemaatschappijen Guinness Peat Aviation en Mitsui. De orders van Dragonair en Scandinavian Airlines werden uiteindelijk geannuleerd in 1988.
Het maken van de eerste onderdelen voor de MD-11 begon op 9 maart 1988 en vanaf oktober van dat jaar werd het toestel in elkaar gezet. De eerste vlucht was oorspronkelijk gepland voor maart 1989, maar door vertraging bij de leveranciers voor specifieke onderdelen en door stakingen binnen de industriële sector was het eerste exemplaar pas in september 1989 gereed. De maanden daarna werden gebruikt om het toestel verder te verfijnen en voor te bereiden voor de eerste testvlucht, die uiteindelijk plaatsvond op 10 januari 1990.
De eerste twee toestellen waren bedoeld voor FedEx en waren voorzien van een laaddeur aan de voorzijde. Deze toestellen bleven eigendom van McDonnell Douglas om als testvliegtuig te dienen. Uiteindelijk werden ze in 1991 volledig omgebouwd tot full-cargotoestellen en afgeleverd aan FedEx. Op 8 november 1990 ontving het toestel het luchtwaardigheidscertificaat van de Federal Aviation Administration (FAA) en op 17 oktober 1991 volgde de certificering door de Joint Aviation Authorities (JAA).
Yugoslavia Airlines, reeds eigenaar van verscheidene DC-10-toestellen, was de eerste klant voor de MD-11. Drie toestellen waren gereed om af te leveren, maar de levering vond nooit plaats vanwege de uitgebroken oorlog in Joegoslavië. Het eerste exemplaar van de MD-11 werd daarop op 7 december 1990 afgeleverd aan Finnair. De eerste vlucht werd op 20 december 1990 uitgevoerd van Helsinki naar Tenerife. In de Verenigde Staten werd de eerste MD-11, eveneens in 1990, geleverd aan Delta Air Lines.
Al in de beginperiode doken de eerste minpunten van het toestel op. Het toestel haalde niet de door McDonnell Douglas aangegeven afstand. Vooral American Airlines was erg teleurgesteld in de prestaties van het toestel en annuleerde de geplaatste orders. Als reden gaf men op niet onder de indruk te zijn van de aerodynamica van het toestel, evenals de prestaties van de motoren van Pratt & Whitney. Ook Singapore Airlines was niet te spreken over de MD-11 en annuleerde alle orders voor de 20 bestelde toestellen. Hun bezwaren concentreerden zich op het tegenvallend laadvermogen en het brandstofverbruik. McDonnell Douglas had opgegeven dat de door Pratt & Whitney's aangedreven MD-11 28.000 kg aan vracht zou kunnen vervoeren over een afstand van 13.000 km. In de praktijk bleek dat het toestel slechts met maximaal 22.000 kg aan vracht de opgegeven afstand zou halen. Volgeladen zou het toestel slechts 12.025 km ver komen.
McDonnell Douglas, Pratt & Whitney en General Electric begonnen een samenwerkingsprogramma om ervoor te zorgen dat de MD-11 efficiënter zou worden. Hierbij werd gedacht aan het gewicht van het toestel, de brandstofcapaciteit, de motorprestaties en de aerodynamica. Met betrekking tot de aerodynamica werkte McDonnell Douglas samen met NASA's Langley Research Center. Het duurde uiteindelijk tot 1995 om de prestaties voldoende te verbeteren. De interesse in het toestel was in die tijd danig afgenomen.
Nadat McDonnell Douglas in 1997 was overgenomen door Boeing werd besloten om de productie van de MD-11 voort te zetten, echter uitsluitend in vrachtuitvoering. In 1998 besloot Boeing alsnog om de productie van de MD-11 geheel stop te zetten. Het toestel bleek niet opgewassen tegen het succes van Boeings eigen Boeing 777 en Boeing 767-400 of de Airbus A330 en Airbus A340 van de Europese concurrent.
De laatste passagiersuitvoering werd in april 1998 geleverd aan Sabena. De laatste twee vrachtexemplaren werden in augustus en oktober 2000 afgebouwd en op 25 januari respectievelijk 22 februari 2001 geleverd aan Lufthansa Cargo.
McDonnell Douglas, en later ook Boeing, voerden studies uit wat de effecten zouden zijn als de staartmotor verwijderd zou worden uit het ontwerp om er op deze manier een tweemotorig toestel van te maken. De studies leverden geen resultaten op. McDonnell Douglas liet voor de productie van de MD-11 weten er ruim 300 te kunnen verkopen, maar uiteindelijk werden er maar 200 gebouwd. De MD-11 werd gebouwd in de McDonnell Douglas Products Division in Long Beach.

## Eigenschappen en bijzonderheden
De MD-11 is een widebodytoestel voor de middellange tot lange afstand en kon van 250 tot 410 passagiers vervoeren in verschillende klassen. Het toestel heeft onder elke vleugel een motor en een derde motor aan de onderzijde van de verticale stabilisator. De MD-11 is afgeleid van de DC-10, maar heeft een langere romp, een groter vleugeloppervlak, winglets, nieuwe motoren en is aerodynamisch geoptimaliseerd. Door de winglets zou het toestel tot 2,5% brandstof besparen. Opvallend is dat de staartvlakken (horizontale stabilisatoren) een stuk kleiner zijn dan die van de DC-10.
Het toestel wordt gevlogen door een gezagvoerder en een copiloot met behulp van zes verwisselbare beeldschermen en Honeywell VIA 2000-computers. Het ontwerp van de cockpit wordt advanced common flightdeck (ACF) genoemd en wordt gedeeld met de Boeing 717. Het flight deck is voorzien van een electronic instrument system, een dual flight management system, een central fault display system en een global positioning system. Ook zijn automatic landing capability voor slecht weer en future air navigation systemen beschikbaar. De cockpit wordt beschouwd als haar tijd ver vooruit. Ook wordt dit 'kantoor' geprezen vanwege de ruime opzet en de grote ramen.
De MD-11 is het enige toestel ooit gebouwd met volautomatische deuren die omhoog en omlaag gaan. In elk ander verkeerstoestel worden de deuren handmatig van binnen naar buiten en vice versa gedraaid. De hydraulische zekeringen waarmee het toestel zou worden uitgerust, zijn achterwege gelaten om in geval van hydraulische problemen de controle niet kwijt te raken.

## De MD-11 in Nederland

### Martinair
Vanaf 1995 had Martinair zeven MD-11's in dienst. Een aantal werd in de zomermaanden gebruikt voor passagiersvluchten naar verre vakantiebestemmingen. Martinair hanteerde hierbij een tweeklassenconfiguratie: 24 stoelen star class en 344 economy class (totaal 368 passagiers). Na de zomermaanden van 2008 werden alle MD-11's bij Martinair alleen nog voor vrachtvluchten ingezet.
Het toestel met registratie PH-MCP was de eerste MD-11 die bij Martinair in de vloot kwam. Daarna volgden de PH-MCR, de PH-MCS, de PH-MCT, de PH-MCU, de PH-MCW en de PH-MCY. Alleen de PH-MCU en de PH-MCW kregen een naam; de PH-MCU werd vernoemd naar prinses Máxima en de PH-MCW naar Martin Schröder. De oprichter van Martinair doopte het naar hem vernoemde toestel op 31 oktober 2011. Hij sprak daarbij de hoop uit dat het toestel zijn naam niet lang zou dragen als gevolg van vernieuwing van de vloot. De PH-MCY begon zijn carrière als HB-IWC bij Swissair. Na het faillissement van deze Zwitserse luchtvaartmaatschappij vloog dit toestel voor Swiss International Air Lines. Na te zijn omgebouwd tot vrachttoestel kwam het uiteindelijk bij Martinair in dienst.

#### Uitfasering
De PH-MCT was het eerste toestel dat de vloot verliet, in 2013 vertrok het naar Orlando Sanford, waarna het al snel werd overgevlogen naar Miami, waar het gebruikt werd voor onderdelen. In juli 2016 werd het toestel verschroot. Vanaf 2015 werden de overige MD-11's van Martinair in hoog tempo uitgefaseerd. Op 28 maart 2015 vertrok de PH-MCR naar Mojave Air and Space Port om daar te worden ontmanteld, de PH-MCY volgde op 19 december 2015, de PH-MCW op 5 maart 2016, de PH-MCP op 8 juli 2016. Op 28 maart 2016 vloog de PH-MCS naar Southern California Logistics Airport (Victorville) om daar verschroot te worden. De PH-MCU vloog op 1 juli 2016 als laatste naar Victorville.
Naar aanleiding van de uitfasering van de MD-11 bij Martinair is het boek Aviation Legend - Martinair MD-11 verschenen (uitgever: Stichting Aviation Legends)

### KLM
KLM zette de MD-11 in voor personenvervoer. Er pasten maximaal 320 passagiers in, in drie klassen: World Business Class (24 stoelen), Economy Comfort (26 stoelen) en Economy Class (3-3-3, 270 stoelen). Vanwege een gunstig leasecontract kon KLM deze toestellen relatief goedkoop laten vliegen, mits ze alleen gebruikt werden voor passagiersvervoer. Ombouwen tot vrachtvliegtuig was dus uitgesloten.
KLM noemde haar MD-11's naar een aantal wereldbekende vrouwen. De machine met registratie PH-KCA en de naam Amy Johnson werd op 8 december 1993 als eerste in de vloot verwelkomd. Daarna volgden op 1 maart 1994 de PH-KCB Maria Montessori, op 24 juni 1994 de PH-KCC Marie Curie, op 16 september 1994 de PH-KCD Florence Nightingale, op 18 november 1994 de PH-KCE Audrey Hepburn, op 17 december 1994 de PH-KCF Annie Romein, op 12 mei 1995 de PH-KCG Maria Callas, op 31 augustus de PH-KCH 1995 Anna Pavlova, op 10 november 1995 de PH-KCI Moeder Teresa en tot slot op 25 april 1997 de PH-KCK Ingrid Bergman.
Met ingang van december 2006 moderniseerde KLM al haar MD-11's. De belangrijkste wijziging betrof de indeling van de cabine. In 2007 begon de tweede fase van de 'update': het gehele toestel werd voorzien van een modern entertainmentsysteem, dat al eerder werd toegepast in de Boeing 777 en de Airbus A330.
KLM was de laatste luchtvaartmaatschappij ter wereld die de MD-11 nog op reguliere intercontinentale passagiersroutes inzette. TAM Linhas Aéreas vloog in december 2008 voor het laatst met de MD-11 en in februari 2010 verliet het toestel ook bij Finnair de vloot. Alle toestellen van dit type die nu nog vliegen, doen dienst bij vracht- en pakketvervoerders.

#### Uitfasering
Op 2 juli 2012 begon KLM met het uitfaseren van de MD-11, economisch was het niet langer rendabel om met dit toestel te blijven vliegen. De Anna Pavlova was de eerste die de vloot verliet. Ze sloot haar carrière af met een retourvlucht (KL 872) naar New Delhi. De Audrey Hepburn vloog op 25 oktober 2014 de laatste commerciële dienst: een retourvlucht van Amsterdam naar Montreal (KL 672). Op 26 oktober 2014 landde het vliegtuig om 6.30 uur op Schiphol, met een groot aantal fans aan boord. Op 11 november 2014 nam KLM met speciale 'farewell'-vluchten boven Nederland afscheid van de MD-11. Voor deze vluchten werd de Florence Nightingale ingezet, onder liefhebbers ook wel bekend als Floortje. Reserve stond de Maria Montessori.
Floortje had een bijzonder kenmerk: op de inlaat van de staartmotor zaten elf strips als gevolg van een reparatie.
Hoewel door veel MD-11-fans is geprobeerd een van deze tri-jets met hun karakteristieke staartmotor te behouden en op te stellen in Aviodrome, zijn alle MD-11's overgevlogen naar plaatsen voor ontmanteling.
De Anna Pavlova vloog op 30 juli 2012 naar Victorville (Southern California Logistics Airport). De Moeder Teresa volgde op 15 oktober 2012 en de Annie Romein op 26 november 2012. Op 15 april 2013 moest de Maria Callas dezelfde vlucht maken, maar vanwege een motorprobleem (olielekkage) besloot de bemanning terug te keren naar Schiphol. Drie dagen later moest de machine er alsnog aan geloven. Op 2 december 2013 was het de beurt aan de Ingrid Bergman. Dit was de laatste MD-11 van KLM die naar Victorville werd gevlogen.
De Marie Curie werd op 7 april 2014 overgevlogen naar San Bernardino. Op 22 september 2014 ging de Amy Johnson richting Crestview (KCEW Bob Sikes Airport). De Audrey Hepburn werd op 17 november 2014 achtergelaten op Mojave. Op 8 december 2014 vloog de Maria Montessori richting Crestview. De Florence Nightingale vertrok als laatste toestel op 11 januari 2015 naar Mojave.
Vanwege de goede staat waarin deze machines verkeerden, was de belangstelling voor de onderdelen enorm. Demontage liet dan ook niet lang op zich wachten.
Naar aanleiding van de uitfasering van de MD-11 bij KLM is een tweetal boeken uitgebracht: Farewell MD-11 (uitgever: KLM Flight Operations) en End of Flightplan (uitgever: Stichting Farewell MD-11).

## Ongevallen en incidenten
Tot en met maart 2024 is de MD-11 betrokken geweest in 49 ongevallen en incidenten, waarvan tien met verlies van het toestel en daarbij 244 doden.

### Opmerkelijke ongevallen en incidenten
- Op 6 april 1993 ging een MD-11 van China Eastern Airlines-vlucht 583 in ernstige oscillaties toen een bemanningslid per ongeluk de voorste slats uitschoof terwijl het toestel over de Stille Oceaan vloog. Twee passagiers werden ernstig gewond en overleden later.[4][5]

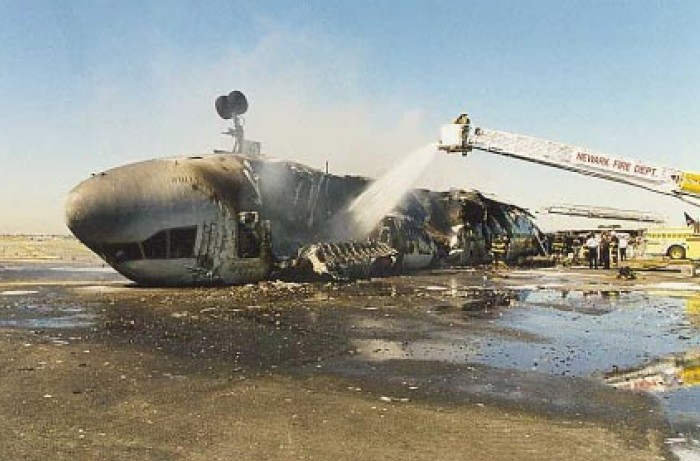
Het wrak van FedEx Express-vlucht 14 na de bluswerken

- Op 31 juli 1997 crashte FedEx Express-vlucht 14, een MD-11 N611FE, tijdens de landing op Newark Liberty International Airport, New Jersey. Het toestel kantelde ondersteboven, en vloog in brand. De vijf inzittenden liepen alleen verwondingen op.[6]
- Op 2 september 1998 stortte Swissair-vlucht 111 neer in de Atlantische Oceaan nabij Halifax (Nova Scotia). Het toestel was op weg van New York naar Genève. Alle 229 passagiers en bemanning kwamen om. De oorzaak bleek een brand veroorzaakt door onjuiste bekabeling van het in-flightentertainment-systeem dat Swissair geïnstalleerd had.[7]
- Op 5 april 1999 crashte Korean Air Cargo-vlucht 6316 kort na het opstijgen van Luchthaven Shanghai Hongqiao naar Seoel. Door enige verwarring dacht de piloot dat het toestel te hoog vloog en hij duwde de knuppel abrupt naar voren. Het toestel kwam in een snelle daalvlucht waaruit het niet meer kon hersteld worden. De drie inzittenden en vijf mensen op de grond kwamen om.[8]
- Op 22 augustus 1999 crashte China Airlines-vlucht 642, een MD-11 in dienst van dochter Mandarin Airlines, tijdens de landing op Hong Kong International Airport. Er was op dat moment een tropische storm die teveel zijwind veroorzaakte. Het vliegtuig kwam ondersteboven te liggen en vloog in brand. Drie passagiers kwamen om.
- Op 17 oktober 1999 werd het toestel van FedEx Express-vlucht 87 afgeschreven, nadat het bij de landing op Subic Bay International Airport in de Filipijnen door overdreven snelheid de landingsbaan voorbij schoof en in de baai terechtkwam.[9]
- Op 23 maart 2009 crashte FedEx Express-vlucht 80 op Narita International Airport in Japan bij een landing met veel wind. Het toestel kantelde naar links en vloog in brand. De twee bemanningsleden kwamen om.[10][11]
- Op 28 november 2009 crashte Avient Aviation-vlucht 324 bij het opstijgen van Shanghai Pudong International Airport op weg naar Bishkek-Internationale Luchthaven Manas, Kirgizië, waarbij drie doden vielen.[12][13]
- Op 27 juli 2010 crashte Lufthansa Cargo-vlucht 8460 bij de landing op King Khalid International Airport in Riyad, Saoedi-Arabië. De piloot en copiloot werden gewond.
- Op 13 februari 2016 was Western Global Airlines-vlucht 4425 betrokken bij een incident met een verstekeling. Deze was reeds overleden toen hij werd ontdekt in Internationale luchthaven Harare, Zimbabwe.[14][15][16]
- Op 6 juni 2016 ging het toestel van UPS Airlines-vlucht 61 over het einde van de startbaan bij het opstijgen in Seoel, en het voorwiel klapte in mekaar. De vier bemanningsleden waren niet gewond. Het toestel moest afgeschreven worden.[17]